# Anekumen
Anekumen är en geografisk term för obeboeliga områden, införd av Friedrich Ratzel. Till anekumen hör bland annat glaciärerna i Antarktis och på Grönland, de högsta bergstrakterna och de torraste öknarna.